# Jang In-suk
Dit is een Koreaanse naam; de familienaam is Jang.
Jang In-suk, ook bekend als Jang Lin-sook (Koreaans: 장인숙) was een schaatsster uit Zuid-Korea.

## Resultaten

### Wereldkampioenschappen
| Jaar | Jaar     | Plaats    | Resultaten   | Resultaten                                 |
| ---- | -------- | --------- | ------------ | ------------------------------------------ |
| 1949 | Allround | Kongsberg | 11e Allround | 12e 500 m 12e 1000 m 11e 3000 m 11e 5000 m |

## Persoonlijke records
| Afstand    | Tijd     | Datum            | Baan      |
| ---------- | -------- | ---------------- | --------- |
| 500 meter  | 52,80    | 12 februari 1949 | Kongsberg |
| 1000 meter | 1.53,00  | 12 februari 1949 | Kongsberg |
| 3000 meter | 5.58,50  | 12 februari 1949 | Kongsberg |
| 5000 meter | 10.20,10 | 12 februari 1949 | Kongsberg |